# Kill (musikalbum)
Kill är det amerikanska death metal-bandet Cannibal Corpses tionde fullängdsalbum och släpptes den 21 mars 2006 av Metal Blade Records.
Albumet spelades in i Mana Recording Studios i Saint Petersburg, Florida mellan oktober och december 2005 av Erik Rutan (Hate Eternal). Albumet kom också i en begränsad utgåva med en live-DVD, "Hammer Smashed Laiterie". Det har gjorts musikvideor på spåren "Make Them Suffer" och "Death Walking Terror".

## Låtförteckning
| Nr           | Titel                          | Text         | Musik        | Längd |
| ------------ | ------------------------------ | ------------ | ------------ | ----- |
| 1.           | The Time to Kill Is Now        | Webster      | Webster      | 2:03  |
| 2.           | Make Them Suffer               | Mazurkiewicz | O'Brien      | 2:50  |
| 3.           | Murder Worship                 | Webster      | Webster      | 3:56  |
| 4.           | Necrosadistic Warning          | Webster      | Webster      | 3:28  |
| 5.           | Five Nails Through the Neck    | Webster      | Webster      | 3:45  |
| 6.           | Purification by Fire           | Mazurkiewicz | O'Brien      | 2:57  |
| 7.           | Death Walking Terror           | Webster      | Webster      | 3:31  |
| 8.           | Barbaric Bludgeonings          | Barrett      | Barrett      | 3:42  |
| 9.           | The Discipline of Revenge      | Webster      | Webster      | 3:39  |
| 10.          | Brain Removal Device           | Mazurkiewicz | O'Brien      | 3:14  |
| 11.          | Maniacal                       | Webster      | Webster      | 2:12  |
| 12.          | Submerged in Boiling Flesh     | Mazurkiewicz | Mazurkiewicz | 2:52  |
| 13.          | Infinite Misery (instrumental) |              | O'Brien      | 4:01  |
| Total längd: | Total längd:                   | Total längd: | Total längd: | 42:10 |

| 1.  | Shredded Humans                |  |
| 2.  | Puncture Wound Massacre        |  |
| 3.  | Fucked with a Knife            |  |
| 4.  | Stripped, Raped, and Strangled |  |
| 5.  | Decency Defied                 |  |
| 6.  | Vomit the Soul                 |  |
| 7.  | Unleashing the Bloodthirsty    |  |
| 8.  | Pounded into Dust              |  |
| 9.  | The Cryptic Stench             |  |
| 10. | They Deserve to Die            |  |
| 11. | Dormant Bodies Bursting        |  |
| 12. | Gallery of Suicide             |  |
| 13. | Pit of Zombies                 |  |
| 14. | The Wretched Spawn             |  |
| 15. | Devoured by Vermin             |  |
| 16. | A Skull Full of Maggots        |  |
| 17. | Hammer Smashed Face            |  |

## Medverkande
Musiker (Cannibal Corpse-medlemmar)
- George "Corpsegrinder" Fisher – sång
- Rob Barret – gitarr
- Pat O'Brien – gitarr
- Alex Webster – basgitarr
- Paul Mazurkiewicz – trummor

Bidragande musiker
- Erik Rutan – bakgrundssång

Produktion
- Erik Rutan – producent, ljudtekniker, ljudmix
- Shawn Ohtani – ljudtekniker
- Alan Douches – mastering
- Brian Ames – omslagsdesign
- Vincent Locke – omslagskonst
- Alex Solca – foto